# 房烷
房烷（英語：Housane）是一种饱和的双环烷烃，化学式为C5H8。在室温下为无色挥发性液体。它的名字“房烷”来源于像房子的形状。在结构上，该分子由与环丁烷稠合的环丙烷组成。

## 制备
房烷可以由2,3-二氮双环[2.2.1]庚-2-烯的热分解而成。这个方法是鲁道夫·克里奇在1957年发表的。

它也可以由2,3-二氮双环[2.2.1]庚-2-烯的光分解，N-苯基-2-氧-3-氮双环[2.2.1]庚烷的热分解或是甲烯加成到环丁烯而成。

## 性质
房烷很容易被溴或碘攻击。在铂催化剂下，房烷在室温下就会被氢化成环戊烷。它和溴化氢在低温下反应产生的是溴代环戊烷。房烷和四乙酸铅反应则生成cis-1,3-二(乙酰氧基)环戊烷。

房烷对热稳定，330 °C才异构化成环戊烯。(Rh(CO)2Cl)2可以催化房烷异构化成环戊烯的反应，室温下的反应半衰期为8小时。

## 另見
- 名稱獨特的化學物質列表